# Grand Rapids (Míchigan)
Grand Rapids es una ciudad y sede del condado de Kent en el estado estadounidense de Míchigan. En el censo de 2020, la ciudad tenía una población de 198 917 habitantes, lo que la ubica como la segunda ciudad más poblada del estado después de Detroit. Grand Rapids es la ciudad central del área metropolitana de Grand Rapids, que tiene una población de 1 087 592 habitantes y una población de área estadística combinada de 1 383 918 habitantes.
Situado a lo largo del Grand River aproximadamente a 40 km este del lago Míchigan, es el centro económico y cultural de Míchigan Oriental, así como una de las ciudades de más rápido crecimiento en el Medio Oeste. Grand Rapids, un centro histórico de fabricación de muebles, es la sede de cinco de las principales empresas de muebles de oficina del mundo y recibe el sobrenombre de «Furniture City» (‘Ciudad del mueble’). Otros apodos por los que se la conoce son «River City» (‘Ciudad fluvial’) y, más recientemente, «Beer City» (‘Ciudad de la cerveza’), este último dado por USA Today y adoptado por la ciudad como marca. La ciudad y las comunidades circundantes son muy diversas desde el punto de vista económico: hay industrias de atención médica, de tecnología de la información, del sector automotriz, de la aviación y de fabricación de bienes de consumo, entre otras.
En Grand Rapids vivió durante su infancia el presidente de Estados Unidos Gerald Ford, quien está enterrado junto con su esposa Betty en la ciudad, en los terrenos del Museo Presidencial Gerald R. Ford. El Aeropuerto Internacional Gerald R. Ford de la ciudad y la Autopista Gerald R. Ford llevan su nombre.

## Historia

### Asentamiento nativo

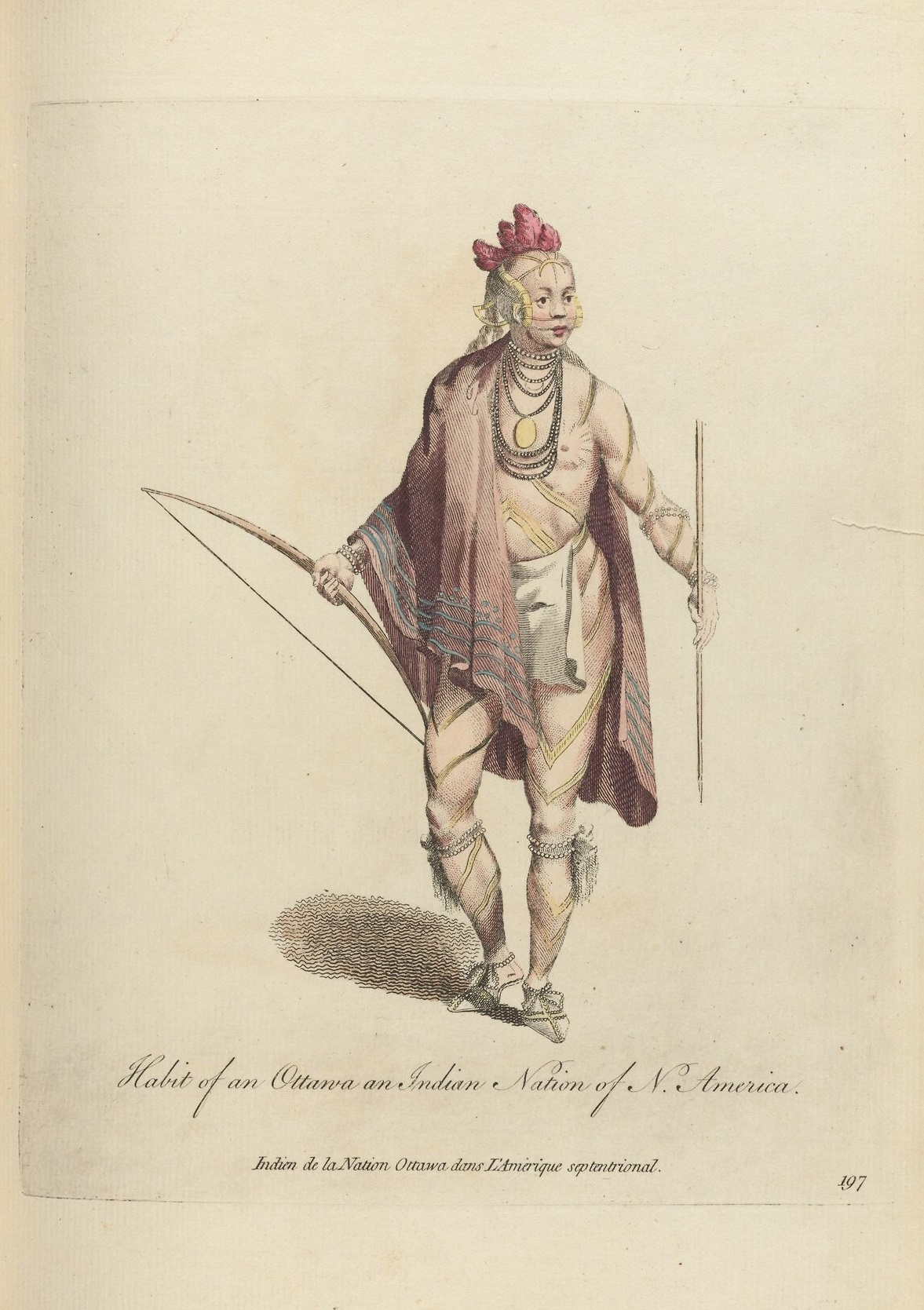
Un grabado de 1772 que muestra el atuendo ottawa de la época

Durante miles de años, las sucesivas culturas de los pueblos indígenas ocuparon la zona. Hace más de 2000 años, las personas asociadas con la cultura Hopewell ocuparon el Grand River Valley. Más tarde, una tribu del río Ottawa viajó al valle del Grand River, librando tres batallas con los indios de las praderas que se establecieron en la zona. Más tarde, la tribu se dividió, y los chippewas se establecieron en el norte de la península inferior, los pottawatomies se quedaron al sur del río Kalamazoo y los ottawa se quedaron en el centro de Míchigan.
A fines del siglo XVII, los ottawa, que ocupaban territorios alrededor de los Grandes Lagos y hablaban una de las numerosas lenguas algonquinas, se trasladaron al área de Grand Rapids y fundaron varias aldeas a lo largo del Grand River. Los ottawa se establecieron en el río, al que llamaron O-wash-ta-nong, o agua lejana por la longitud del río, donde «cultivaron maíz, melones, calabazas y frijoles, a los que agregaron caza del bosque, y los peces de los arroyos».
En 1740 nació un ottawa que más tarde sería conocido como Chief Noonday (Jefe Mediodía) o como Noahquageshik y que se convertiría en el futuro jefe de los ottawa. Entre 1761 y 1763, el Jefe Pontiac visitó el área anualmente, reunió a más de 3000 nativos y les pidió que se ofrecieran como voluntarios para sitiar el fuerte británico en Detroit, que culminaría con la guerra de Pontiac. A fines de la década de 1700, se estimaba que había 1000 ottawa en el área del condado de Kent.

### SigloXIX: asentamiento europeo

#### Puesto comercial
Después de que los franceses establecieron territorios en Míchigan, los misioneros y comerciantes de la Compañía de Jesús viajaron por el lago Míchigan y sus afluentes. A principios del siglo XIX, los comerciantes de pieles europeos (en su mayoría francocanadienses y métis) y misioneros establecieron puestos en el área entre los ottawa. Por lo general, vivían en paz, intercambiando artículos metálicos y textiles europeos por pieles de piel.
En 1806 Joseph y su esposa Madeline La Framboise, que era métis, viajaron en canoa desde Mackinac y establecieron el primer puesto comercial en Míchigan Oriental en la actual Grand Rapids a orillas del Grand River, cerca de lo que ahora es Ada Township. el cruce de los ríos Grand y Thornapple. Eran francófonos y católicos. Probablemente ambos hablaban ottawa, el idioma ancestral materno de Madeline. Después del asesinato de su esposo en 1809 mientras se dirigía a Grand Rapids, Madeline La Framboise continuó con el negocio comercial, expandiendo los puestos de comercio de pieles hacia el oeste y el norte, creando una buena reputación entre la American Fur Company. La Framboise, cuya madre era ottawa y padre francés, luego fusionó sus exitosas operaciones con la American Fur Company.
En 1810 Chief Noonday estableció una aldea en el lado norte del río con aproximadamente 500 ottawa. Durante la guerra de 1812, Noonday se alió con Tecumseh durante la batalla del Támesis. Tecumseh murió en esta batalla y Noonday heredó su hacha de guerra y su sombrero. En 1821, el Consejo de los Tres Fuegos firmó el primer tratado de Chicago, cediendo a Estados Unidos todas las tierras en el Territorio de Míchigan al sur del Grand River, a excepción de varias pequeñas reservas. El tratado incluía «Cien mil dólares para satisfacer a diversas personas, en cuyo nombre se solicitaron reservas, que los Comisionados se negaron a otorgar», de los cuales Joseph La Framboise recibió 1000 dólares de inmediato y 200 dólares anuales de por vida.
Madeline La Framboise retiró el puesto comercial a Rix Robinson en 1821 y regresó a Mackinac. Ese año, se describió a Grand Rapids como el lugar donde había una aldea ottawa de alrededor de entre 50 y 60 chozas, ubicada en la orilla septentrional del río, cerca del Distrito 5, con Kewkishkam como jefe de la aldea y el Jefe Noonday como jefe de los ottawa.

#### Asentamiento europeo
El primer colono permanente europeo en el área de Grand Rapids fue Isaac McCoy, un ministro bautista. El general Lewis Cass, quien encargó a Charles Christopher Trowbridge que estableciera misiones para los nativos en Míchigan, ordenó a McCoy que estableciera una misión en Grand Rapids para los ottawa. En 1823, McCoy, así como Paget, un francés que trajo consigo a un alumno nativo, viajaron a Grand Rapids para organizar una misión, aunque las negociaciones fracasaron con el grupo que regresaba a la misión Carey para el Potawatomi en el río St. Joseph..
En 1824, el misionero bautista L. Slater viajó con dos colonos a Grand Rapids para realizar trabajos. El invierno de 1824 fue difícil, y el grupo de Slater tuvo que reabastecerse y regresar antes de la primavera. Luego, Slater erigió las primeras estructuras de colonos en Grand Rapids, una cabaña de troncos para él y una escuela de troncos. En 1825, McCoy regresó y estableció una estación misional. Representó a los colonos que comenzaron a llegar de Ohio, Nueva York y Nueva Inglaterra, los estados yanquis del Northern Tier.

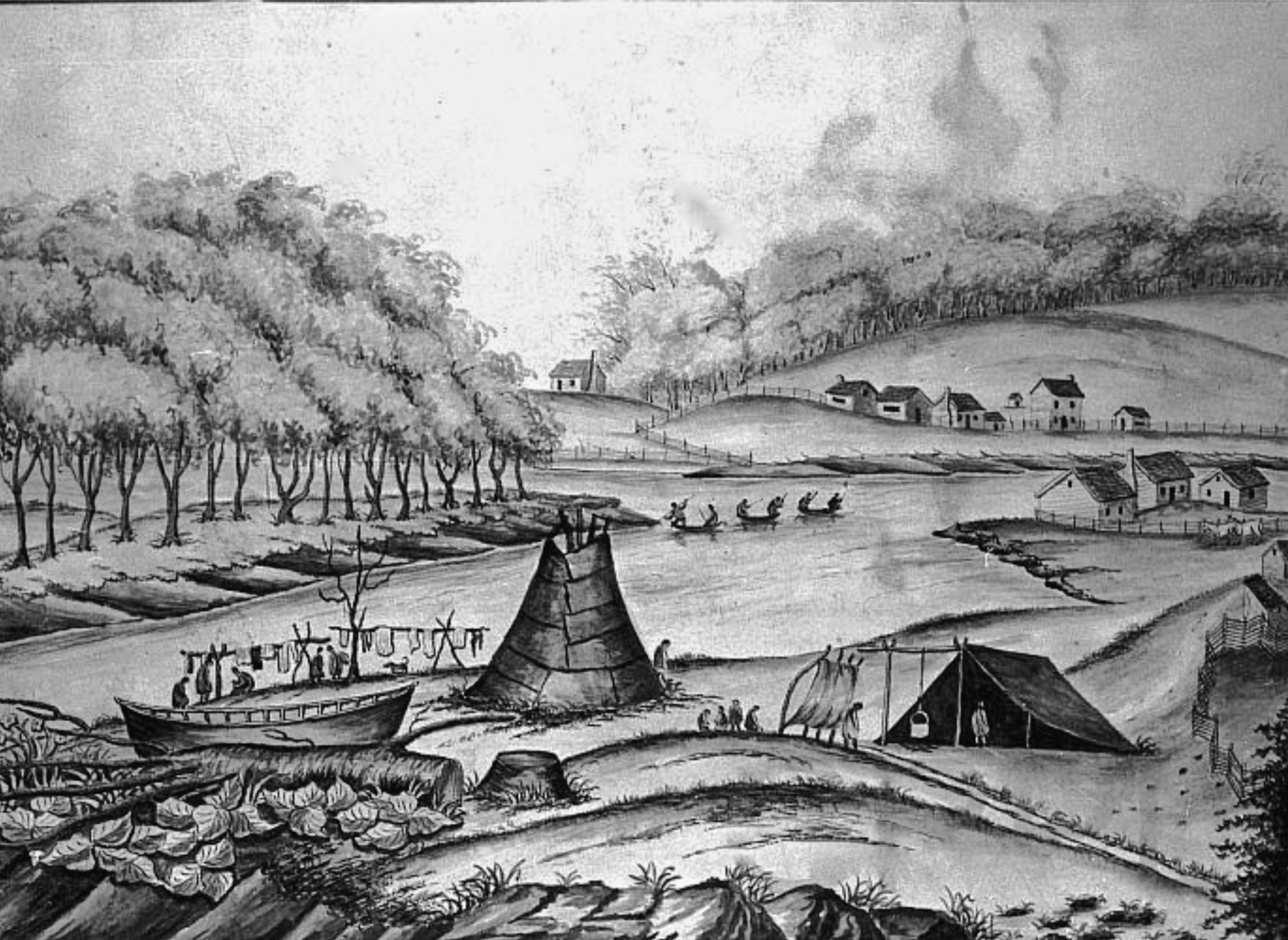
Un boceto de Grand Rapids en 1831. La colección de casas al otro lado del río en su lado oeste es la misión bautista. Los tres edificios del centro a la derecha son el puesto comercial de Louis Campau.

Poco después, Louis Campau, nacido en Detroit, conocido como el fundador oficial de Grand Rapids, fue convencido por el comerciante de pieles William Brewster, que estaba en rivalidad con la American Fur Company, de viajar a Grand Rapids y establecer comercio allí. En 1826, Campau construyó su cabaña, puesto comercial y herrería en la orilla sur del Grand River cerca de los rápidos, afirmando que los nativos de la zona eran «amistosos y pacíficos». Campau regresó a Detroit, luego regresó un año después con su esposa y 5000 dólares en bienes comerciales para comerciar con los ottawa y los ojibwa, siendo la única moneda la piel. Touissant, el hermano menor de Campau, solía ayudarlo con el comercio y otras tareas que tenía entre manos.
En 1831, la prospección federal del Territorio del Noroeste alcanzó el Grand River; estableció los límites del condado de Kent, que lleva el nombre del destacado jurista neoyorquino James Kent. En 1833, se estableció una oficina de tierras en White Pigeon con Campau y su compañero colono Luther Lincoln buscando tierras en el valle de Grand River. Lincoln compró tierras en lo que ahora se conoce como Grandville, mientras que Campau se convirtió quizás en el colono más importante cuando compró 291 000 m² al gobierno federal por 90 dólares y llamó a su terreno Grand Rapids. Con el tiempo, se convirtió en el principal distrito comercial del centro de la actualidad. En la primavera de 1833, Campau vendió a Joel Guild, quien viajó desde Nueva York, un terreno por 25 dólares, y Guild construyó la primera estructura de armazón en Grand Rapids, que ahora es donde se encuentra McKay Tower. Más tarde, Guild se convirtió en el administrador de correos, y el correo en ese momento se entregaba mensualmente desde Gull Lake a Grand Rapids. En 1833, Grand Rapids tenía solamente unos pocos acres de tierra limpiados a cada lado del Grand River, con robles plantados en un suelo arenoso y ligero entre lo que ahora son las calles Lyon y Fulton.

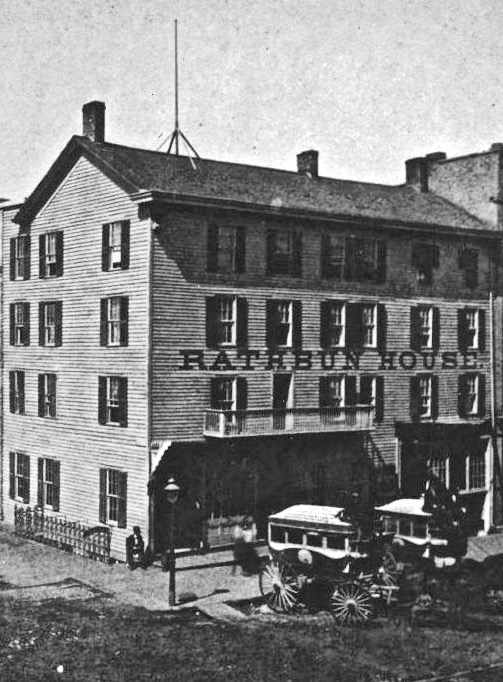
El gran edificio enmarcado construido por Campau en 1834, que se ve en esta imagen, se convirtió en parte de la Casa Rathbun.

En 1834, el asentamiento se había vuelto más organizado. Turner había establecido una escuela en el lado este del río, y los niños del lado oeste del río eran llevados a la escuela todas las mañanas por un nativo en una canoa que los transportaba a través del río. Varios eventos ocurrieron en la estructura de Guild, incluido el primer matrimonio en la ciudad, uno que involucró a su hija Harriet Guild y Barney Burton, así como la primera reunión de la ciudad que tuvo nueve votantes. También fue este año que Campau comenzó a construir su propio edificio de armazón, el más grande en ese momento, cerca del actual Rosa Parks Circle.
En 1835, muchos colonos llegaron a la zona y la población aumentó a unas 50 personas, incluido su primer médico, un tal Wilson, que recibió equipo de Campau. Lucius Lyon, un protestante yanqui que más tarde se convertiría en rival de Campau, llegó a Grand Rapids, compró el resto de la tierra principal y llamó a su parcela la Villa de Kent. Cuando Lyon y su socio N. O. Sergeant regresaron después de su compra, llegaron junto con un grupo de hombres que llevaban palas y picos, con la intención de construir una carrera de molinos. El grupo llegó con la música de un fliscorno que sobresaltó al asentamiento, con el jefe Noonday ofreciendo ayudar a Campau para hacer retroceder a la pandilla de Lyon creyendo que eran invasores. También ese año, Andrew Vizoisky, un nativo húngaro educado en instituciones católicas en Austria, llegó, presidiendo la misión católica en el área hasta su muerte en 1852.
Ese año, Campau, Rix Robinson, Slater y el esposo de la hija del jefe Noonday, Meccissininni, viajaron a Washington D. C. para hablar sobre la compra de tierras de ottawa en el lado oeste del río con el presidente Andrew Jackson. Jackson originalmente no estaba impresionado con Meccissininni, aunque Meccissininni, que a menudo adquiría costumbres blancas, le pidió a Jackson un traje similar al que llevaba el presidente. Mientras más tarde usaba su traje similar al de Jackson, Meccissininni también imitó sin saberlo el sombrero de Jackson, colocando un trozo de hierba en él, lo que impresionó a Jackson ya que simbolizaba el luto por la muerte de su esposa.
John Ball, en representación de un grupo de especuladores de tierras de Nueva York, evitó Detroit en busca de un mejor trato en Grand Rapids viajando al asentamiento en 1836. Ball declaró que el valle del Grand River era «la tierra prometida, o al menos la más prometedora para mis operaciones». Ese año, se construyó el primer barco de vapor en el Grand River llamado Gov. Mason, aunque el barco naufragó dos años después en Muskegon.Los migrantes yanquis (principalmente colonos de habla inglesa) y otros comenzaron a migrar desde Nueva York y Nueva Inglaterra durante la década de 1830. Los antepasados de estas personas incluyeron no solo a los colonos ingleses, sino también a personas de ascendencia mixta de origen holandés, mohawk, francés canadiense y hugonote francés del período colonial en Nueva York. Sin embargo, después de 1837, el área vivió tiempos difíciles, con muchos de los franceses regresando a sus lugares de origen, y la pobreza golpeó el área durante los próximos años.
El primer periódico de Grand Rapids, The Grand River Times, se imprimió el 18 de abril de 1837, describiendo los atributos de la aldea, declarando que «Aunque joven en sus mejoras, el sitio de este pueblo ha sido conocido y estimado durante mucho tiempo por sus ventajas naturales. Fue aquí donde los comerciantes indios hicieron mucho tiempo su gran depósito».
The Grand River Times continuó diciendo que el pueblo había crecido rápidamente de unas pocas familias francesas a unos 1200 residentes, el Grand River era «uno de los más importantes y encantadores que se encuentran en el país», y describe la cultura cambiante de los nativos en la zona.

#### Incorporación y ciudadanía

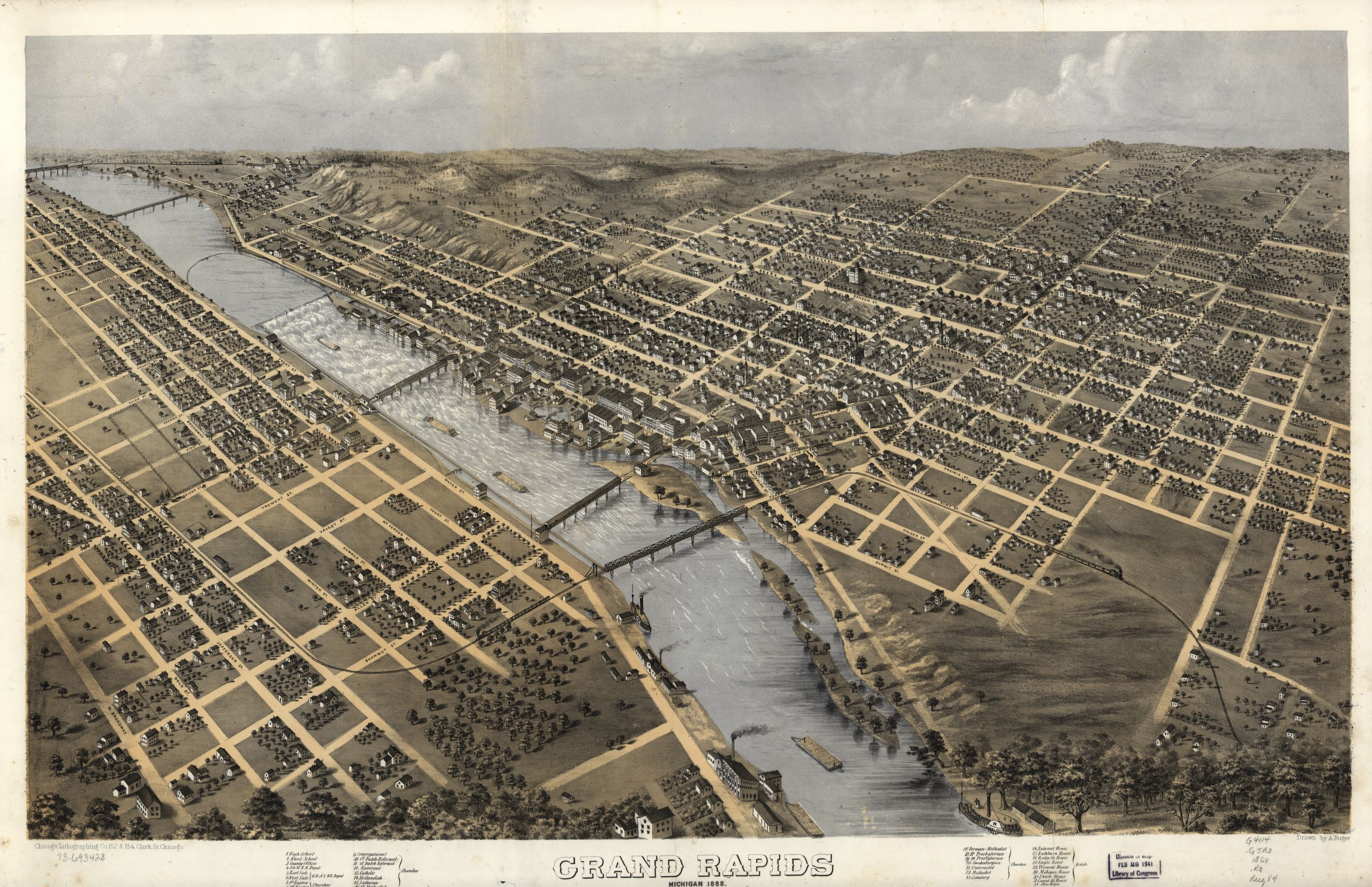
Un mapa pictórico de 1868 de Grand Rapids

En 1838, el asentamiento se incorporó como una aldea y abarcaba aproximadamente 2 km².
Un afloramiento de yeso, donde Plaster Creek ingresa al Grand River, era conocido por los habitantes nativos del área. El geólogo pionero Douglass Houghton comentó sobre este hallazgo en 1838. Los colonos comenzaron a explotarlo en 1841, inicialmente en minas a cielo abierto, pero más tarde también en minas subterráneas. El yeso se molió localmente para su uso como enmienda del suelo conocida como «yeso de tierra».
El primer censo formal en 1845 registró una población de 1510 y un área de 10 km². La ciudad de Grand Rapids se incorporó el 2 de abril de 1850. Se estableció oficialmente el 2 de mayo de 1850, cuando el pueblo de Grand Rapids votó a favor de aceptar la carta municipal propuesta. La población en ese momento era de 2686. En 1857, el área de la ciudad de Grand Rapids ascendía a 27 km². En octubre de 1870, Grand Rapids se convirtió en un lugar deseado para los inmigrantes, con unos 120 suecos que llegaron a Estados Unidos para viajar y crear una «colonia» en el área en una semana.
Durante la segunda mitad del siglo XIX, la ciudad se convirtió en un importante centro maderero, procesando la madera extraída en la región. Los troncos se hicieron flotar por el Grand River para ser molidos en la ciudad y enviados a través de los Grandes Lagos. La ciudad se convirtió también en un centro de productos de madera fina. A finales de siglo, se estableció como la principal ciudad fabricante de muebles de Estados Unidos. Fue la Exposición del Centenario de 1876 en Filadelfia lo que llamó la atención sobre los muebles de Grand Rapids en el escenario nacional, proporcionando una nueva industria en crecimiento para ayudar a la ciudad a recuperarse del Pánico de 1873. En 1880, se puso en funcionamiento el primer generador hidroeléctrico del país en el lado oeste de la ciudad.

### SigloXX: Ciudad del mueble
Debido a su floreciente industria del mueble, Grand Rapids comenzó a ser reconocida como «Ciudad del mueble». Grand Rapids también fue un centro temprano para la industria del automóvil, ya que Austin Automobile Company operó allí desde 1901 hasta 1921.
Entre las empresas de muebles se encuentran William A. Berkey Company y sus sucesoras, Baker Furniture Company, Williams-Kimp y Widdicomb Furniture Company. La industria del mueble comenzó a crecer significativamente en el siglo XX; en 1870 había ocho fábricas que empleaban a 280 trabajadores y en 1911, Old National Bank escribió que alrededor de 8500 estaban empleados en cuarenta y siete fábricas. Al menos un tercio de los trabajadores de Grand Rapids estaban empleados por empresas de muebles. The Grand Rapids Furniture Record fue el documento comercial de la industria de la ciudad. Sus industrias proporcionaron empleo a muchos nuevos inmigrantes europeos a finales del siglo XIX y principios del siglo XX, y se desarrolló un barrio polaco en la parte occidental de la ciudad.

#### Huelga de 1911

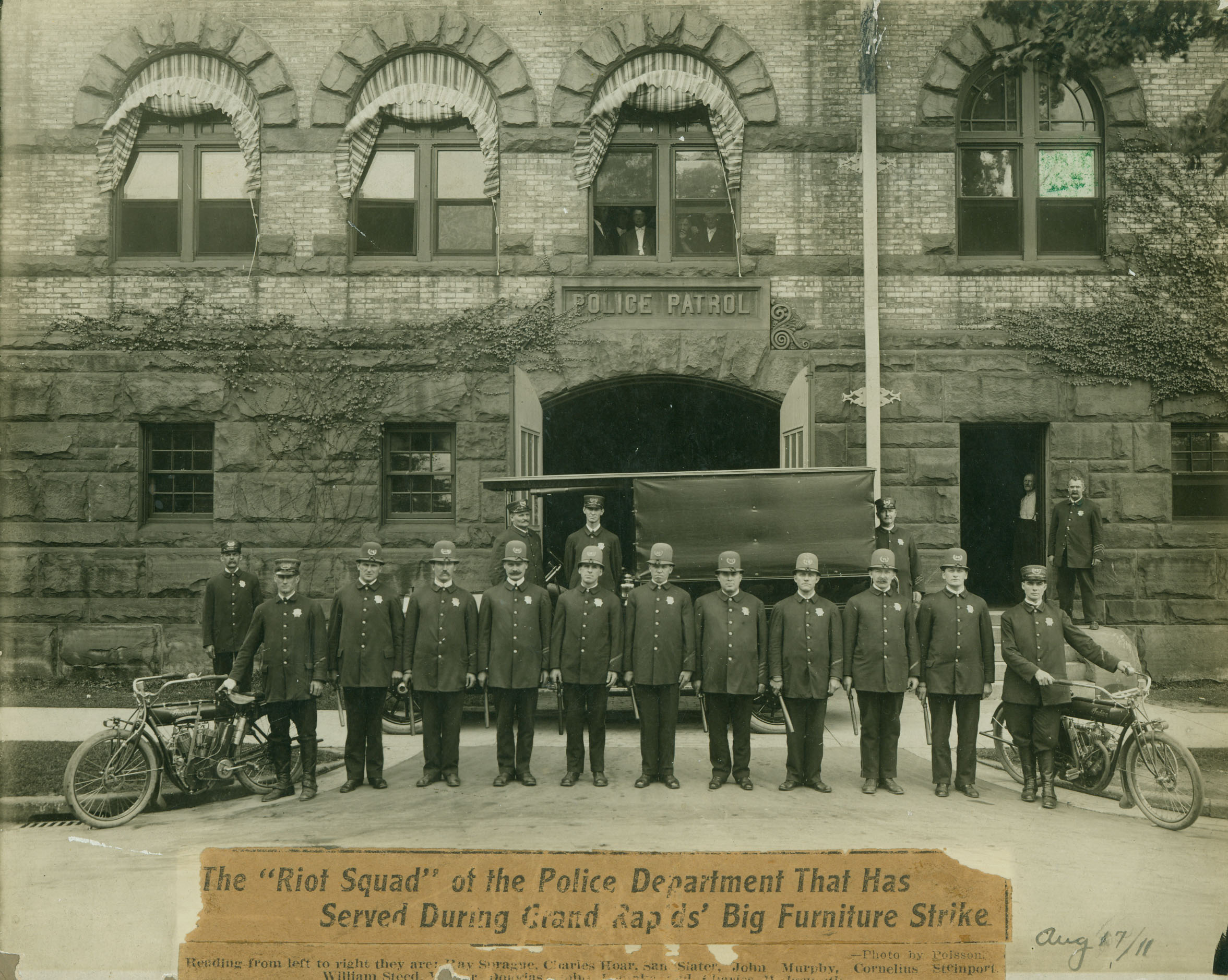
La policía antidisturbios que respondió a la huelga de trabajadores de muebles de Grand Rapids de 1911

A principios del siglo XX, la calidad de los muebles producidos en Grand Rapids era reconocida en toda la industria del mueble, principalmente debido a la habilidad de sus trabajadores. Los informes del gobierno de 1907 revelaron que, si bien Grand Rapids lidera la industria en la producción de productos, sus trabajadores del mueble reciben salarios más bajos que en otras áreas. Después de una disputa menor, los trabajadores se sintieron motivados a formar sindicatos. Los trabajadores solicitaron a las empresas de muebles que aumenten los salarios, que se reduzcan las horas de trabajo, la creación de la negociación colectiva y la institución de un salario mínimo para reemplazar el trabajo a destajo. Las empresas de muebles se negaron a responder con los sindicatos porque creían que cualquier reunión representaba el reconocimiento de los sindicatos.
Los trabajadores de Grand Rapids comenzaron una huelga general de cuatro meses el 19 de abril de 1911. Gran parte del público, el alcalde, la prensa y la diócesis católica apoyaron la huelga, creyendo que la falta de voluntad de los empresarios para negociar era injusta. En última instancia, la Iglesia Cristiana Reformada, donde se congregó la mayoría de los trabajadores en huelga, y la iglesia de Fountain Street, cuyo reverendo temía la pérdida de contribuciones de los ricos empresarios del mueble, lideraron la oposición a la huelga, que terminó el 19 de agosto de 1911.
La huelga resultó con cambios sustanciales en la estructura gubernamental y laboral de la ciudad. Con las empresas molestas con el alcalde Ellis por apoyar la huelga, presionaron para que la ciudad cambiara de un gobierno de doce distritos, que representaba con mayor precisión a los grupos étnicos de la ciudad, a un sistema más pequeño de tres distritos que otorgaba más poder a las demandas de los ciudadanos holandeses, el demográfico más grande de la ciudad. Algunos trabajadores que participaron en la huelga fueron incluidos en la lista negra por las empresas y miles de trabajadores del mueble insatisfechos emigraron a regiones mejor pagadas.

#### Paso al comercio minorista y la suburbanización

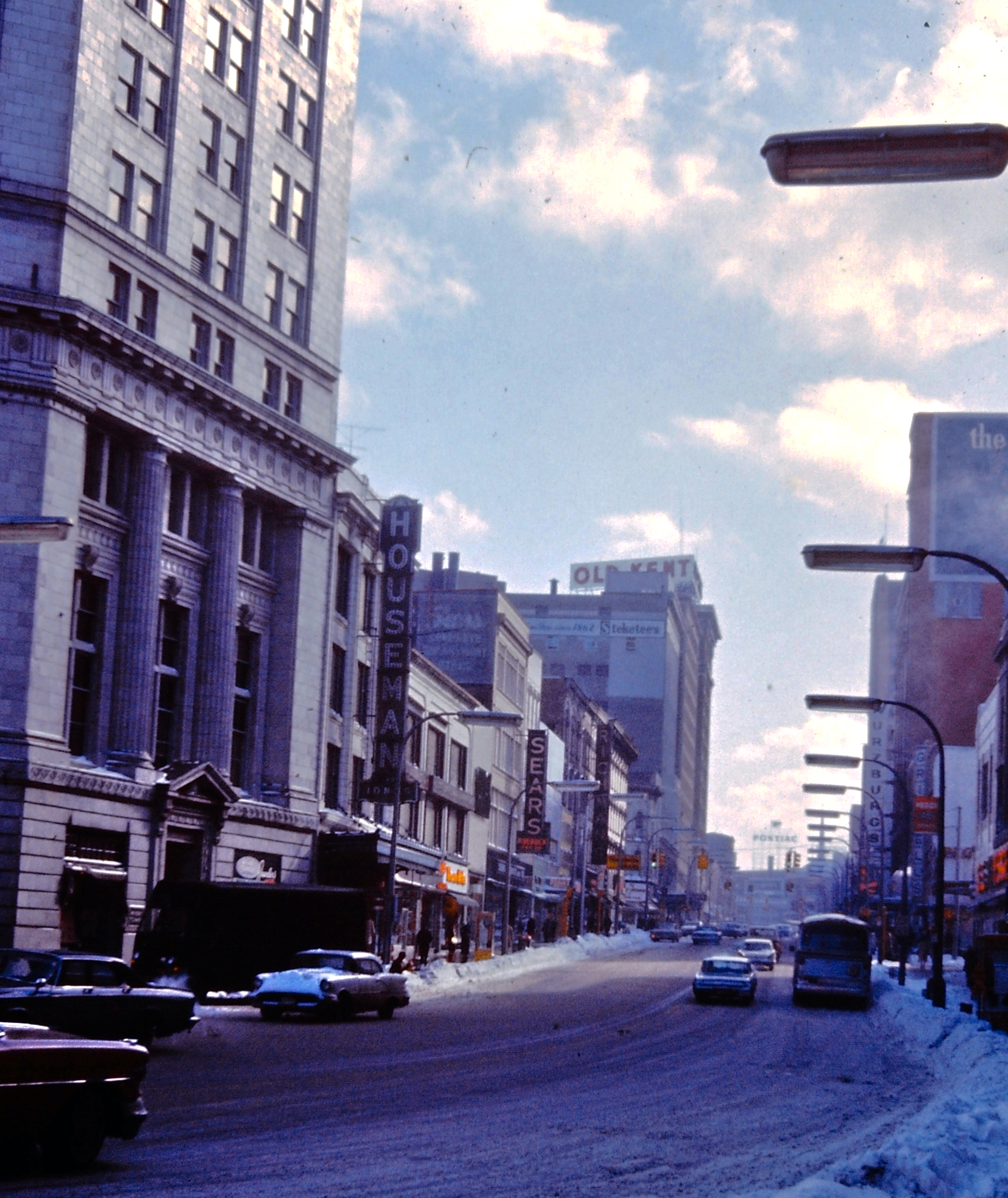
Monroe Center en enero de 1965, con Sears, SS Kresge Company, Steketee's y Wurzburg's visibles.

Al pasar de su industria centrada en el mueble, el centro de Grand Rapids se convirtió temporalmente en un destino minorista para la región, albergando cuatro grandes almacenes: Herpolsheimer's (Lazarus), Jacobson's, Steketee's (fundada en 1862) y Wurzburg's. En 1945, Grand Rapids se convirtió en la primera ciudad de Estados Unidos en realizar la fluoración del agua potable. Las conferencias nacionales de muebles para el hogar se llevaron a cabo en Grand Rapids durante aproximadamente setenta y cinco años, concluyendo en la década de 1960. En ese momento, la industria de fabricación de muebles se había trasladado en gran medida a Carolina del Norte.
Al igual que con muchas ciudades más antiguas de Estados Unidos, estos comercios minoristas en la ciudad sufrieron a medida que la población se mudó a los suburbios en la era de la posguerra con el subsidio federal para la construcción de carreteras. El suburbio de Grand Rapids, Wyoming, comenzó a desarrollarse rápidamente en las décadas de 1950 y 1960 luego de la apertura de tiendas minoristas como Rogers Plaza y Wyoming Village Mall en 28th Street, con desarrollos construidos tan rápidamente que se terminaron sin servicios públicos. La consolidación de los grandes almacenes se produjo en Grand Rapids y a nivel nacional en las décadas de 1980 y 1990.

## Geografía
La ciudad está situada en el río Grande a una altitud de 185 928 m s. n. m. (metros sobre el nivel del mar) y unos 50 km al este del lago Míchigan. La capital del estado, Lansing, se encuentra a 100 km al estesudeste y Kalamazoo a 80 km al sur. El término municipal tiene un área total de 117,4 km², de los cuales 115,6 km² son tierra y 1,8 km² son agua (principalmente el Grand River).

## Demografía
Según el censo de 2010, la población se estimaba en 197 800 habitantes y el área metropolitana de Grand Rapids tenía una población de 774 160. Junto con un área combinada de Grand Rapids-Muskegon-Holland, la población es de 1 321 557, que la constituye como la segunda ciudad más grande del estado (después de Detroit) y la principal de la región de West Michigan.

## Economía
Grand Rapids es la sede de cinco de las principales empresas de muebles de oficina del mundo y es conocida como la «Ciudad del mueble». La ciudad y las comunidades circundantes son económicamente diversa, y contribuyen en gran medida a la atención de la salud, tecnología de la información, industria automotriz, aviación, las industrias manufactureras, bienes de consumo, entre otros.
Con sede en Grand Rapids, Spectrum Health es el mayor empleador en el oeste de Míchigan, con 16 000 empleados y 1500 médicos. [42] El Spectrum Health Center, el Lemmen-Holton Pabellón de cáncer, y el Hospital Butterworth, se encuentran en la Milla Médica de Gran Rapids, que cuenta con instalaciones de primer nivel centrados en las ciencias de la salud. Estas instalaciones incluyen el Instituto de Investigación Van Andel, Cook-DeVos, Grand Valley State University, Centro de Ciencias de la Salud, la Michigan State University College de Derechos Humanos y el Centro de Medicina de Secchia. Estas instalaciones han atraído a numerosas empresas de ciencias de la salud de la zona.
Grand Rapids ha sido durante mucho tiempo un centro de muebles, automóviles, y la fabricación de la aviación; América Seating, Steelcase, Haworth y Herman Miller, los principales fabricantes de mobiliario de oficina, tienen sus instalaciones en el área de Grand Rapids. El área sirve como un lugar importante para GE Sistemas de Aviación. El área de Grand Rapids es la sede de una serie de empresas bien conocidas, como Alticor / Amway (un fabricante de bienes de consumo y distribución), Highlight Industries (una empresa líder en equipos de película estirable), Tiendas Spartan (un distribuidor de alimentos y cadena de supermercados ), la empresa Foremost Insurance (una empresa especializada en las líneas de seguros), Meijer (una cadena de supercentro regional), GE Aviation (anteriormente Smiths Industries, una compañía de productos aeroespaciales), Wolverine World Wide (un diseñador y fabricante de zapatos, botas y ropa), MC Sports, Inc. (una cadena de deportes regional al por menor), Universal Forest Products (una empresa de materiales de construcción), y los libros Schuler y Música, una de las mayores librerías independientes en el país.

## Arte y cultura
En 1969, la escultura abstracta de Alexander Calder, La Grande Vitesse, que se traduce del francés como «la gran rapidez» o, más libremente, «grand rapids», se instaló en el centro de la ciudad, en Vandenberg Plaza, el escenario rediseñado del Ayuntamiento de Grand Rapids. Fue la primera obra de arte público en los Estados Unidos financiada por el Fondo Nacional de las Artes. La escultura se conoce informalmente como "el Calder" y, desde su instalación, la ciudad ha acogido un Festival de las Artes anual en el área que rodea la escultura, ahora conocida informalmente como "Calder Plaza".
El 10 de noviembre de 2004 se celebró en Grand Rapids el gran estreno de la película The Polar Express. Fue adaptado del libro infantil del autor e ilustrador Chris Van Allsburg, que vive en la ciudad. Su personaje principal en el libro (y la película) también vive en Grand Rapids, y la película se desarrolla brevemente en la ciudad.
A mediados de 2004, el Museo de Arte de Grand Rapids (GRAM) inició la construcción de un edificio nuevo y más grande para su colección; Se inauguró en octubre de 2007 en 101 Monroe Center NW. El nuevo sitio de construcción está frente a la escultura Ecliptic, de Maya Lin, en Rosa Parks Circle. El museo se completó en 2007. Fue el primer museo de arte nuevo en lograr la certificación LEED de nivel oro otorgada por el U.S. Green Building Council.
ArtPrize, la competencia de arte anual más grande del mundo determinada por votación pública, se llevó a cabo por primera vez en Grand Rapids del 23 de septiembre al 10 de octubre de 2009. Este evento fue fundado por Rick DeVos, nieto del cofundador de Amway Corp., Richard DeVos, quien ofreció 449.000 dólares en premios en efectivo. Un total de 1.262 artistas expusieron sus obras durante dos semanas y se emitieron un total de 334.219 votos. El primer premio, que incluye 250.000 dólares en efectivo, fue para el pintor de Brooklyn Ran Ortner.

### Turismo
En Grand Rapids se encuentra el zoológico John Ball, el Belknap Hill y el Museo del Presidente Gerald R. Ford. Él y la ex primera dama Betty Ford fueron enterrados en el lugar. Los edificios más importantes del centro de la ciudad son el centro de convenciones DeVos Place, el Van Andel Arena, el hotel Amway Grand Plaza Hotel y el hotel JW Marriott. El Instituto Urbano de Artes Contemporáneas se encuentra en el centro de la ciudad y alberga exposiciones de arte, una sala de cine y el estudio de arcilla urbana.[106]
A orillas del río Grand se encuentran túmulos funerarios de tierra reconstruidos, que fueron obra de la tribu prehistórica hopewell; y también hay una escalera para peces y un paseo fluvial.
En Grand Rapids se localiza también el Centro del Museo Van Andel. Fundado en 1854, es uno de los museos de historia más antiguos de los Estados Unidos. El museo está formado por su edificio principal, construido en 1994 en la orilla occidental del río Grand (sede del Planetario Roger B. Chaffee); el Museo Victoriano Voigt House y el Centro de Archivos y Registros de la Ciudad. Este último albergó el museo y el planetario antes de 1994. Desde fines del siglo XX, el museo ha albergado exhibiciones notables, como una sobre los Manuscritos del Mar Muerto o como otra sobre el antiguo Egipto, titulada La búsqueda de la inmortalidad: los tesoros del Antiguo Egipto. Es una institución sin fines de lucro y es propiedad de la Fundación del Museo Público de Grand Rapids, que se encarga de administrarla.
Heritage Hill, un barrio directamente al este del centro de la ciudad, es uno de los distritos históricos urbanos más grandes del país. Se trata del primer "barrio" de Grand Rapids, pues sus 1.300 casas datan de 1848 y representan más de sesenta estilos arquitectónicos diferentes. De particular importancia es la Casa Meyer May, una casa de estilo Prairie que Frank Lloyd Wright diseñó en 1908. Fue encargada por el comerciante local Meyer May, que operaba una tienda de ropa para hombres (May's of Michigan). La casa es ahora propiedad de Steelcase Corporation, que la administra. Steelcase fabricó los muebles para el edificio Johnson Wax de Racine (Wisconsin), que también fue diseñado por Wright y es reconocido como un edificio emblemático. Debido a esos vínculos, Steelcase compró y restauró la propiedad en la década de 1980. La restauración ha sido anunciada como una de las más precisas y completas de todas las restauraciones de Wright. Steelcase utiliza la casa para eventos especiales y está abierta al público para visitas guiadas.
La destacada cultura de la cerveza artesanal de Grand Rapids ha seguido ganándole a la ciudad reconocimiento nacional e internacional en los últimos años, lo que la ha convertido en un destino para un número cada vez mayor de turistas. La ciudad fue galardonada como la "Mejor ciudad cervecera" del país por tercer año consecutivo en 2023.
La CNN incluyó a Grand Rapids en la lista de «Las mejores ciudades de Estados Unidos para visitar en 2024».

## Educación

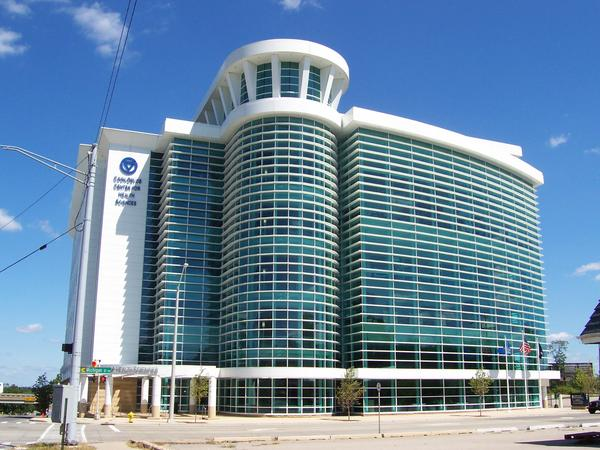
El Centro de Cook-DeVos de Ciencias de la Salud

Grand Rapids es la sede de varios colegios y universidades. Tiene una gran cantidad de escuelas religiosas, como la Catholic Central High School. Además, las escuelas privadas religiosas, como el Aquinas College, el Calvin College, la Universidad de la Piedra Angular, el Grace Bible College, y el Kuyper College tienen campus en la ciudad. Thomas M. Cooley Law School, una institución privada, también tiene un campus en Grand Rapids. Northwood University, una universidad privada con su campus principal en Midland, MI, tiene un campus satélite situado en el centro cerca de la Milla médica. La Universidad de Davenport, una organización privada, sin fines de lucro, con 14 campus en todo el estado, tiene su campus principal en las afueras de Grand Rapids.
Grand Rapids es la sede del Centro de educación médica Secchia, una instalación de $90 000 000 (noventa millones de dólares), de 7 pisos y 180 000 pies cuadrados (17 000 m²) ubicada en Michigan Street y la avenida División que forma parte de la Milla Médica de Grand Rapids. El edificio es la sede del Campus de Medicina Humana de la Universidad Estatal de Míchigan. Este campus capacita a los estudiantes de medicina a través de los cuatro años de su educación médica. El establecimiento del estado de la técnica incluye salas de examen clínico, suites de simulación, aulas, oficinas y áreas de los estudiantes. También esta El Centro de Cook-DeVos de Ciencias de la Salud, que se encuentra en la Milla médica, es parte del campus de Grand Valley State University de Grand Rapids.
El Grand Rapids Community College (Colegio Comunitario Grand Rapids) sirve Grand Rapids y tiene el campo principal.
Las Escuelas Públicas de Grand Rapids sirven la ciudad.

## Hijos ilustres
En esta ciudad nació el actor Taylor Lautner, el cantante Anthony Kiedis, el boxeador Floyd Mayweather, Jr., el autor de cómic Jeffrey Brown y actualmente reside el cantante del grupo post-hardcore Sleeping With Sirens, Kellin Quinn.